# Rakaia arcticosa
Rakaia arcticosa is een hooiwagen uit de familie Pettalidae.